# Lehe (Bremerhaven)
Lehe, Bremerhaven-Lehe — dzielnica miasta Bremerhaven w Niemczech, w okręgu administracyjnym Nord, w kraju związkowym Brema. 
Od 1920 przez cztery lata Lehe było miastem. W 1924 zostało przyłączone do miasta Wesermünde.